# Bombyliomyia flavipalpis
Bombyliomyia flavipalpis là một loài ruồi trong họ Tachinidae.